# Indonezja na Letnich Igrzyskach Olimpijskich 2024
Indonezja na Letnich Igrzyskach Olimpijskich 2024 – występ kadry sportowców reprezentujących Indonezję na igrzyskach olimpijskich, które odbyły się w Paryżu we Francji, w dniach 26 lipca – 11 sierpnia 2024.
Reprezentacja Indonezji liczyła dwadzieścioro dziewięcioro zawodników – trzynaście kobiet i szesnastu mężczyzn, którzy wystąpili w 12 dyscyplinach.
Był to siedemnasty start Indonezji na letnich igrzyskach olimpijskich.

## Zdobyte medale
Indonezyjczycy zdobyli trzy medale – 2 złote i 1 brązowy w 3 dyscyplinach. Oba złote wywalczyli mężczyźni w podnoszeniu ciężarów oraz we wspinaczce sportowej, brązowy natomiast zdobyła kobieta w badmintonie.
Najbardziej utytułowanymi indonezyjskimi zawodnikami igrzysk zostali sztangista Rizki Juniansyah oraz wspinacz sportowy Veddriq Leonardo – mistrzowie olimpijscy w 2024.
Był to drugi wynik w dotychczasowej historii startów Indonezji na letnich igrzyskach olimpijskich i najlepszy występ od igrzysk w Barcelonie w 1992.
| Data       | Medal | Zawodnik                 | Dyscyplina           | Konkurencja                 |
| ---------- | ----- | ------------------------ | -------------------- | --------------------------- |
| 5 sierpnia | Brąz  | Gregoria Mariska Tunjung | Badminton            | singel kobiet               |
| 8 sierpnia | Złoto | Veddriq Leonardo         | Wspinaczka sportowa  | wspinaczka na czas mężczyzn |
| 8 sierpnia | Złoto | Rizki Juniansyah         | Podnoszenie ciężarów | waga do 73 kg mężczyzn      |

## Reprezentanci

### Badminton
| Zawodnik                                     | Konkurencja | Faza grupowa                          | Faza grupowa                    | Faza grupowa                         | Faza grupowa | 1/8 finału                | Ćwierćfinały                         | Półfinały                  | Finał            | Finał | Źródło      |
| Zawodnik                                     | Konkurencja | Przeciwnik Wynik                      | Przeciwnik Wynik                | Przeciwnik Wynik                     | Poz.         | Przeciwnik Wynik          | Przeciwnik Wynik                     | Przeciwnik Wynik           | Przeciwnik Wynik | Poz.  | Źródło      |
| -------------------------------------------- | ----------- | ------------------------------------- | ------------------------------- | ------------------------------------ | ------------ | ------------------------- | ------------------------------------ | -------------------------- | ---------------- | ----- | ----------- |
| Fajar Alfian, Muhammad Rian Ardianto         | debel (m)   | Lamsfuß / Seidel W (21–13, 21–17)     | Corvée / Labar W (21–13, 21–10) | Rankireddy / Shetty P (13–21, 13–21) | 2. Q         | —                         | Rankireddy / Shetty P (22–24, 20–22) | NQ                         | NQ               | 5.    | [ 1 ] [ 2 ] |
| Jonatan Christie                             | singel (m)  | Carraggi W (18–21, 21–11, 21–16)      | Cordón W WDN                    | Sen P (18–21, 12–21)                 | 2.           | NQ                        | NQ                                   | NQ                         | NQ               | 14.   | [ 3 ]       |
| Anthony Sinisuka Ginting                     | singel (m)  | Shu W (21–14, 21–8)                   | Popov P (19–21, 21–17, 15–21)   | —                                    | 2.           | NQ                        | NQ                                   | NQ                         | NQ               | 14.   | [ 4 ]       |
| Pitha Haningtyas Mentari, Rinov Rivaldy      | mikst       | Kim / Jeong W (22–20, 14–21, 21–19)   | Zheng / Huang P (10–21, 3–21)   | Gicquel / Delrue P (13–21, 15–21)    | 4.           | NQ                        | NQ                                   | NQ                         | NQ               | 13.   | [ 5 ] [ 6 ] |
| Apriyani Rahayu, Siti Fadia Silva Ramadhanti | debel (k)   | Matsumoto / Nagahara P (22–24, 15–21) | Chen / Jia P (12–21, 22–24)     | Tan / Muralitharan P (18–21, 9–21)   | 4.           | NQ                        | NQ                                   | NQ                         | NQ               | 13.   | [ 7 ] [ 8 ] |
| Gregoria Mariska Tunjung                     | singel (k)  | Bugrowa W (21–10, 21–15)              | Švábíková W (21–12, 21–18)      | —                                    | 1. Q         | Kim W (21–4, 8–21, 23–21) | Intanon W (25–23, 21–9)              | An P (21–11, 13–21, 16–21) | Marín W WO       | brąz  | [ 9 ]       |

### Gimnastyka
Gimnastyka sportowa
| Zawodniczka        | Konkurencja               | Kwalifikacje | Kwalifikacje | Kwalifikacje | Kwalifikacje | Kwalifikacje | Finał    | Finał    | Finał    | Finał    | Finał | Pozycja | Źródło |
| Zawodniczka        | Konkurencja               | Przyrząd     | Przyrząd     | Przyrząd     | Przyrząd     | Razem        | Przyrząd | Przyrząd | Przyrząd | Przyrząd | Razem | Pozycja | Źródło |
| Zawodniczka        | Konkurencja               | V            | UB           | BB           | F            | Razem        | V        | UB       | BB       | F        | Razem | Pozycja | Źródło |
| ------------------ | ------------------------- | ------------ | ------------ | ------------ | ------------ | ------------ | -------- | -------- | -------- | -------- | ----- | ------- | ------ |
| Rifda Irfanaluthfi | wielobój indywidualny (k) | DNS          | 9.166        | DNS          | DNS          | DNF          | NQ       | NQ       | NQ       | NQ       | NQ    | NQ      | [ 10 ] |

### Judo
| Zawodnik              | Konkurencja | 1/16             | 1/8              | Ćwierćfinał      | Półfinał         | Repasaże         | Finał / 3. miejsce | Finał / 3. miejsce | Źródła |
| Zawodnik              | Konkurencja | Przeciwnik Wynik | Przeciwnik Wynik | Przeciwnik Wynik | Przeciwnik Wynik | Przeciwnik Wynik | Przeciwnik Wynik   | Pozycja            | Źródła |
| --------------------- | ----------- | ---------------- | ---------------- | ---------------- | ---------------- | ---------------- | ------------------ | ------------------ | ------ |
| Maryam March Maharani | -52 kg (k)  | Ferreira W 10–00 | Krasniqi P 00–10 | NQ               | NQ               | NQ               | NQ                 | NQ                 | [ 11 ] |

### Kolarstwo

#### Kolarstwo torowe
| Zawodnik         | Konkurencja | Scratch | Scratch | Wyścig tempowy | Wyścig tempowy | Wyścig eliminacyjny | Wyścig eliminacyjny | Wyścig punktowy | Wyścig punktowy | Suma punktów | Pozycja | Źródło |
| Zawodnik         | Konkurencja | Punkty  | Miejsce | Punkty         | Miejsce        | Punkty              | Miejsce             | Punkty          | Miejsce         | Suma punktów | Pozycja | Źródło |
| ---------------- | ----------- | ------- | ------- | -------------- | -------------- | ------------------- | ------------------- | --------------- | --------------- | ------------ | ------- | ------ |
| Bernard Van Aert | omnium (m)  | 6       | 18.     | 2              | 20.            | 1                   | 22.                 | −40             | 15.             | −31          | 20.     | [ 12 ] |

### Lekkoatletyka
| Zawodnik            | Konkurencja       | Runda 1 | Runda 1 | Runda 2 | Runda 2 | Półfinał | Półfinał | Finał | Finał   | Źródło |
| Zawodnik            | Konkurencja       | Wynik   | Miejsce | Wynik   | Miejsce | Wynik    | Miejsce  | Wynik | Miejsce | Źródło |
| ------------------- | ----------------- | ------- | ------- | ------- | ------- | -------- | -------- | ----- | ------- | ------ |
| Lalu Muhammad Zohri | bieg na 100 m (m) | 10.35   | 8. Q    | 10.26   | 42.     | NQ       | NQ       | NQ    | NQ      | [ 13 ] |

### Łucznictwo
| Zawodnik                                                  | Konkurencja           | Runda rankingowa | Runda rankingowa | 1/32                 | 1/16             | 1/8              | Ćwierćfinały     | Półfinały        | Finał            | Finał   | Źródło               |
| Zawodnik                                                  | Konkurencja           | Wynik            | Miejsce          | Przeciwnik Wynik     | Przeciwnik Wynik | Przeciwnik Wynik | Przeciwnik Wynik | Przeciwnik Wynik | Przeciwnik Wynik | Pozycja | Źródło               |
| --------------------------------------------------------- | --------------------- | ---------------- | ---------------- | -------------------- | ---------------- | ---------------- | ---------------- | ---------------- | ---------------- | ------- | -------------------- |
| Diananda Choirunisa                                       | indywidualnie (k)     | 670              | 6.               | van der Winkel W 7–1 | Gnoriega W 6–5   | Kaur W 6–5       | Barbelin P 5–6   | NQ               | NQ               | 5.      | [ 14 ]               |
| Syifa Nurafifah Kamal                                     | indywidualnie (k)     | 640              | 43.              | Kaur P 3–7           | NQ               | NQ               | NQ               | NQ               | NQ               | 33.     | [ 15 ]               |
| Rezza Octavia                                             | indywidualnie (k)     | 650              | 32.              | Chénier W 6–2        | Lim P 0–6        | NQ               | NQ               | NQ               | NQ               | 17.     | [ 16 ]               |
| Diananda Choirunisa, Syifa Nurafifah Kamal, Rezza Octavia | turniej drużynowy (k) | 1960             | 7.               | —                    | —                | Malezja · W 5–3  | Chiny · P 1–5    | NQ               | NQ               | 7.      | [ 14 ] [ 15 ] [ 16 ] |
| Diananda Choirunisa, Arif Dwi Pangestu                    | mikst                 | 1326             | 12.              | —                    | —                | Indie · P 1–5    | NQ               | NQ               | NQ               | 9.      | [ 14 ] [ 17 ]        |
| Arif Dwi Pangestu                                         | indywidualnie (m)     | 656              | 40.              | Tang P 1–7           | NQ               | NQ               | NQ               | NQ               | NQ               | 33.     | [ 17 ]               |

### Pływanie
| Zawodnik            | Konkurencja              | Eliminacje | Eliminacje | Półfinał | Półfinał | Finał | Finał | Źródło |
| Zawodnik            | Konkurencja              | Czas       | Poz.       | Czas     | Poz.     | Czas  | Poz.  | Źródło |
| ------------------- | ------------------------ | ---------- | ---------- | -------- | -------- | ----- | ----- | ------ |
| Joe Kurniawan       | 100 m st. motylkowym (m) | 53.95      | 33.        | NQ       | NQ       | NQ    | NQ    | [ 18 ] |
| Azzahra Permatahani | 200 m st. zmiennym (k)   | 2:20.51    | 31.        | NQ       | NQ       | NQ    | NQ    | [ 19 ] |

### Podnoszenie ciężarów
| Zawodnik         | Konkurencja | Rwanie | Rwanie  | Podrzut  | Podrzut | Razem  | Pozycja | Źródło |
| Zawodnik         | Konkurencja | Wynik  | Pozycja | Wynik    | Pozycja | Razem  | Pozycja | Źródło |
| ---------------- | ----------- | ------ | ------- | -------- | ------- | ------ | ------- | ------ |
| Nurul Akmal      | +81 kg (k)  | 105 kg | 11.     | 140 kg   | 10.     | 245 kg | 12.     | [ 20 ] |
| Eko Yuli Irawan  | -61 kg (m)  | 135 kg | 2.      | 162 kg   | —       | 135 kg | DNF     | [ 21 ] |
| Rizki Juniansyah | -73 kg (m)  | 155 kg | 2.      | 199 kg = | 1.      | 354 kg | złoto   | [ 22 ] |

### Strzelectwo
| Zawodnik         | Konkurencja                                   | Kwalifikacje | Kwalifikacje | Finał | Finał   | Źródło |
| Zawodnik         | Konkurencja                                   | Wynik        | Pozycja      | Wynik | Pozycja | Źródło |
| ---------------- | --------------------------------------------- | ------------ | ------------ | ----- | ------- | ------ |
| Fathur Gustafian | karabin pneumatyczny, 10 m (m)                | 628.7        | 15.          | NQ    | NQ      | [ 23 ] |
| Fathur Gustafian | karabin małokalibrowy, trzy postawy, 50 m (m) | 574-19x      | 43.          | NQ    | NQ      | [ 23 ] |

### Surfing
| Zawodnik  | Konkurencja | Eliminacje | Eliminacje | Eliminacje        | 1/8 finału       | Ćwierćfinał      | Półfinał         | Finał/ 3. miejsce | Pozycja | Źródło |
| Zawodnik  | Konkurencja | Runda 1    | Runda 1    | Runda 2           | 1/8 finału       | Ćwierćfinał      | Półfinał         | Finał/ 3. miejsce | Pozycja | Źródło |
| Zawodnik  | Konkurencja | Wynik      | Miejsce    | Przeciwnik Wynik  | Przeciwnik Wynik | Przeciwnik Wynik | Przeciwnik Wynik | Przeciwnik Wynik  | Pozycja | Źródło |
| --------- | ----------- | ---------- | ---------- | ----------------- | ---------------- | ---------------- | ---------------- | ----------------- | ------- | ------ |
| Rio Waida | mężczyźni   | 5.74       | 3. R2      | Smith P 5.40–9.50 | NQ               | NQ               | NQ               | NQ                | NQ      | [ 24 ] |

### Wioślarstwo
| Zawodnik | Konkurencja | Eliminacje | Eliminacje | Repasaż | Repasaż | Ćwierćfinały | Ćwierćfinały | Półfinały | Półfinały | Finał   | Finał | Miejsce | Źródło |
| Zawodnik | Konkurencja | Czas       | M.         | Czas    | M.      | Czas         | M.           | Czas      | M.        | Czas    | M.    | Miejsce | Źródło |
| -------- | ----------- | ---------- | ---------- | ------- | ------- | ------------ | ------------ | --------- | --------- | ------- | ----- | ------- | ------ |
| Memo     | jedynka (m) | 7:19.33    | 5. R       | 7:19.60 | 3. SE/F | NQ           | NQ           | 7:32.18   | 3. FE     | 7:02.23 | 3.    | 27.     | [ 25 ] |

### Wspinaczka sportowa
Wspinaczka na czas
| Zawodnik                    | Konkurencja | Rozstawienie | Rozstawienie | Eliminacje              | Eliminacje | Ćwierćfinał        | Półfinał            | Finał / 3. miejsce  | Finał / 3. miejsce | Źródło |
| Zawodnik                    | Konkurencja | Czas         | Miejsce      | Przeciwnik Czas         | Miejsce    | Przeciwnik Czas    | Przeciwnik Czas     | Przeciwnik Czas     | Pozycja            | Źródło |
| --------------------------- | ----------- | ------------ | ------------ | ----------------------- | ---------- | ------------------ | ------------------- | ------------------- | ------------------ | ------ |
| Rahmad Adi Mulyono          | mężczyźni   | Fal          | 14.          | Leonardo P 5.13–4.98    | 9.         | NQ                 | NQ                  | NQ                  | 9.                 | [ 26 ] |
| Veddriq Leonardo            | mężczyźni   | 4.79         | 1.           | Adi Mulyono W 4.98–5.13 | 2. Q       | Mawem W 4.88–5.26  | Alipour W 4.78–4.84 | Wu W 4.75–4.77      | złoto              | [ 27 ] |
| Desak Made Rita Kusuma Dewi | kobiety     | 6.45         | 6.           | Kelly W 6.38–8.43       | 3. Q       | Deng P 6.369–6.363 | NQ                  | NQ                  | 6.                 | [ 28 ] |
| Rajiah Sallsabillah         | kobiety     | 6.58         | 7.           | Romero P Fal–7.26       | 7. q       | Hunt W 6.54–7.98   | Deng P 6.41–6.38    | Kałucka P 8.24–6.53 | 4.                 | [ 29 ] |